# Brachaelurus colcloughi
Brachaelurus colcloughi es una especie de elasmobranquio orectolobiforme de la familia Brachaeluridae.